# Ordem do Império Indiano

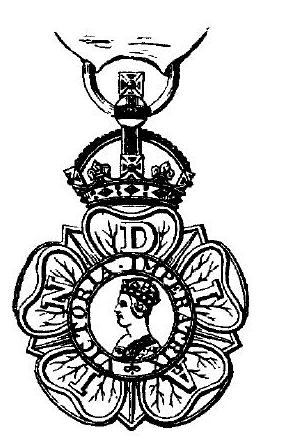
A insígnia da Eminentíssima Ordem do Império Indiano.

A Eminentíssima Ordem do Império Indiano é uma ordem de cavalaria fundado pela Rainha Vitória em 1877.
A Ordem possui membros de três classes: 
1. Grande-Cavaleiro-Comendador ou Grande-Dama-Comendadora (GCIE)
2. Cavaleiro-Comendador ou Dama-Comendadora (KCIE ou DCIE)
3. Companheiro ou Companheira (CIE)

Não há nomeações para a Ordem desde 1947, ano em que a Índia tornou-se independente.
O mote da Ordem é Imperatricis auspiciis (Latim, "Sob os auspícios da Imperatriz"), uma referência à Rainha Vitória, a primeira Imperatriz da Índia. É menor que a Exaltadíssima Ordem da Estrela da Índia.

## História
A Ordem foi fundada em 1877 para recompensar oficiais britânicos e nativos que serviam na Índia. A Ordem, originalmente, possuía somente uma classe (Companheiro), mas foi estendida para três classes em 1887. Pretendia-se que a Ordem do Império Indiano fosse uma versão menos exclusiva que a Ordem da Estrela da Índia (que foi criada em 1861); consequentemente, foram feitas muito mais nomeações.
Nomeações para ambas as Ordens cessaram após 14 de agosto de 1947. O único membro sobrevivente da Ordem do Império Indiano é o HH o Marajá da Dhrangadhra (um Cavaleiro Comandante, nascido em 1923).

## Composição
O Soberano Britânico foi, e segue sendo, Soberano da Ordem. O mais importante membro seguinte era o Grande Mestre; a posição era ocupada, ex officio, pelo Vice-rei da Índia Britânica. Membros da primeira classe eram conhecidos como " Grande Cavaleiro Comandante", uma vez que "Cavaleiros da Grande Cruz" poderia ofender aos não-Cristãos indianos nomeados para a Ordem.
Antigos Vice-reis e outros alto oficiais eram elegíveis para nomeação, assim como os legisladores dos Estados Indianos. Geralmente, os legisladores dos estados mais importantes eram nomeados Grandes Cavaleiros Comandantes da Ordem da Estrela da Índia, melhor que a do Império da Índia. Mulheres, salvo exceções, não eram admitidas na Ordem.

## Vestimentas e acessórios
Membros da Ordem usavam elaboradas roupas em ocasiões cerimoniais importantes:
- O manto, usado somente por Grandes Cavaleiros Comandantes, era feito cetim azul escuro alinhado com seda branca. No lado esquerdo estava uma representação da estrela.
- O colar, também usado somente por Grandes Cavaleiros Comandantes, era feito de ouro. Era composto, alternadamente, por elefantes de ouro, coroas indianas e pavões.

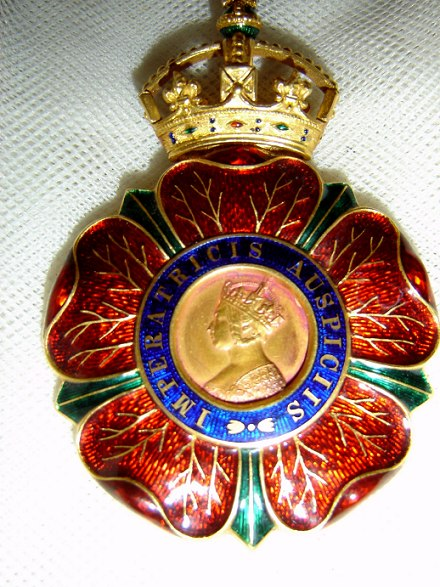
A estrela da Ordem

Em ocasiões menos importantes, era usado uma insígnia mais simples:
- A estrela, usado somente por Grandes Cavaleiros Comandantes e Cavaleiros Comandantes, tinha dez pontas, incluindo raios de ouro e prata para Grandes Cavaleiros Comandantes, e todo em prata para Cavaleiros Comandantes. No centro havia uma imagem da Rainha Vitória em baixo relevo sob um raio azul escuro com o mote e abaixo, uma rosa.
- A insígnia era usada por Grandes Cavaleiros Comandantes numa faixa azul escura, passando pelo corpo no sentido da direita para a esquerda, e por Cavaleiros Comandantes e Companheiros numa fita azul escura atada ao pescoço. Era incluído uma rosa vermelha de cinco pétalas, coma Imagem da Rainha Vitória em fundo azul escuro e o mote ao centro.

A insígnia da maioria das outras Ordens de cavalaria Britânicas possuem uma cruz incorporada: a Ordem do Império Indiano não o possui, devido as tradições religiosas da Índia.

## Precedência e privilégios
Aos membros de todas as classes da ordem foram atribuídos posições na ordem da precedência. As esposas dos membros de todas as classes também estão caracterizadas na ordem da precedência, assim como filhos, filhas e noras de Grandes Cavaleiros Comandantes e Cavaleiros Comandantes.
Grandes Cavaleiros Comandantes usavam, após o nome a sigla "GCIE," Cavaleiros Comandantes "KCIE" e Companheiros "CIE." Grandes Cavaleiros Comandantes e Cavaleiros Comandantes usavam o prefixo "Sir" antes dos prenomes. Esposas de Grandes Cavaleiros Comandantes e Cavaleiros Comandantes podiam usar o prefixo "Lady" antes de seus nomes. Tais formas não eram usadas pelos nobres e princesas indianos, exceto quando usavam o nome da forma mais extensa. Grandes Cavaleiros Comandantes poderiam usar dos serviços de heráldica.